# Ananías y Safira

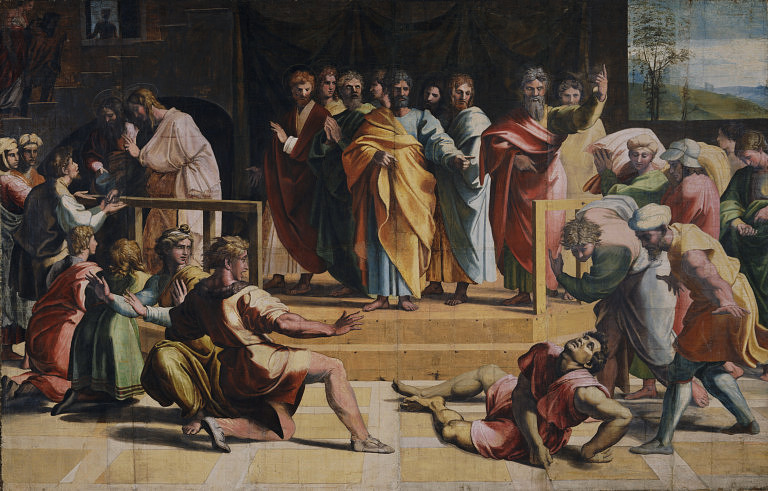
La muerte de Ananías, de Rafael

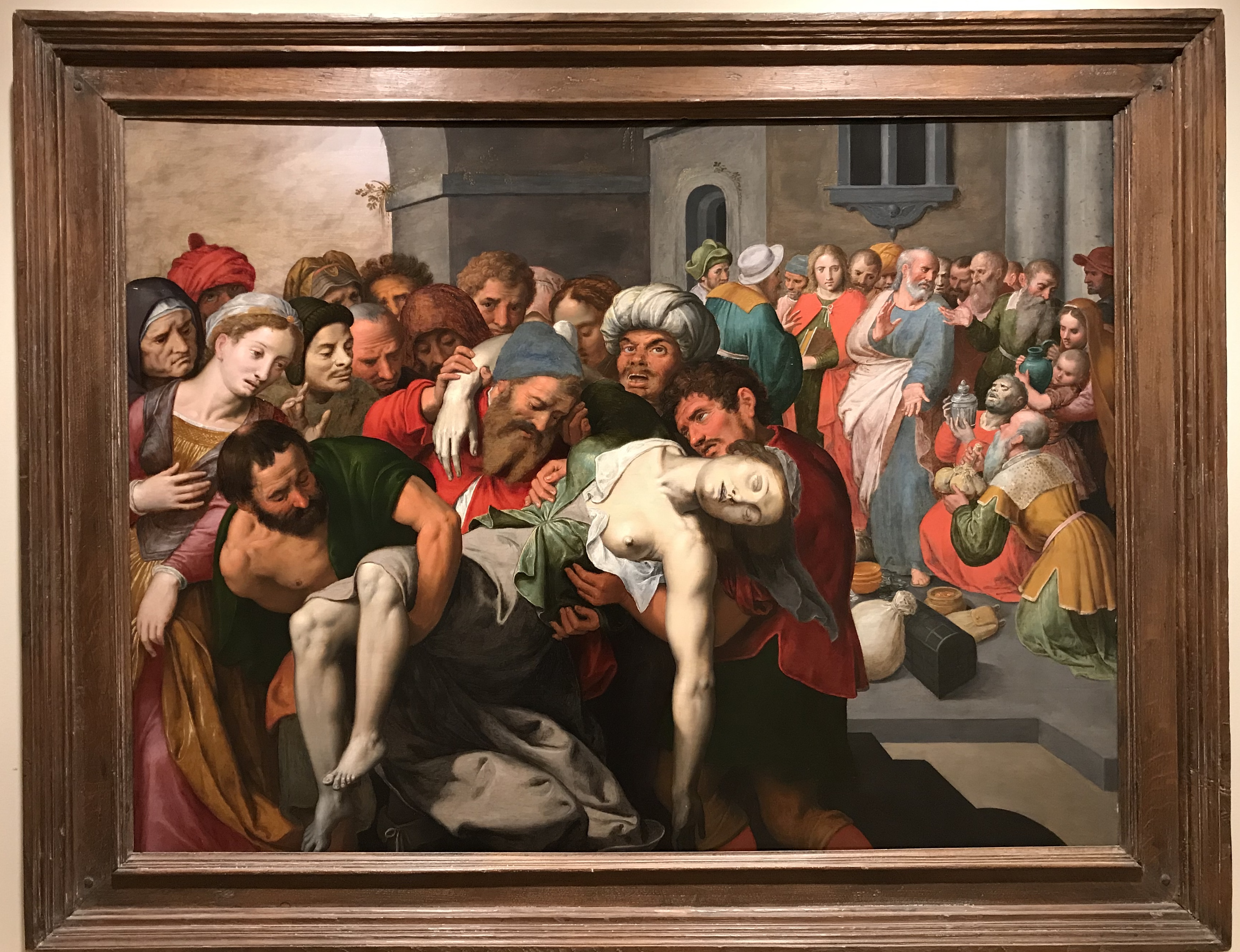
La muerte de Safira, de Ambrosius Francken el Viejo.

Ananías (  /ˌænəˈnaɪ.əs/ ; en hebreo: חָנַנְיָהּ‎, romanizado: Chānanyah     ) y su esposa Safira (  /səˈfaɪrə/ ; en hebreo: סָפִירַה‎, romanizado: Ṣafīrah) eran, según el capítulo cinco del libro bíblico de Hechos de los Apóstoles, dos miembros de la iglesia cristiana primitiva en Jerusalén . El relato registra sus repentinas muertes después de mentirle al Espíritu Santo sobre el dinero. (Hechos 5:1-11)
Aunque el suceso no suele aparecer en representaciones artísticas, es el tema de uno de los cartones de Rafael y también se ve en el relicario del siglo IV conocido como cofre de Brescia, ambos ilustrados en este artículo. También se muestra en una pintura de la década de 1590 de Ambrosius Francken el Viejo.

## Resumen de la historia

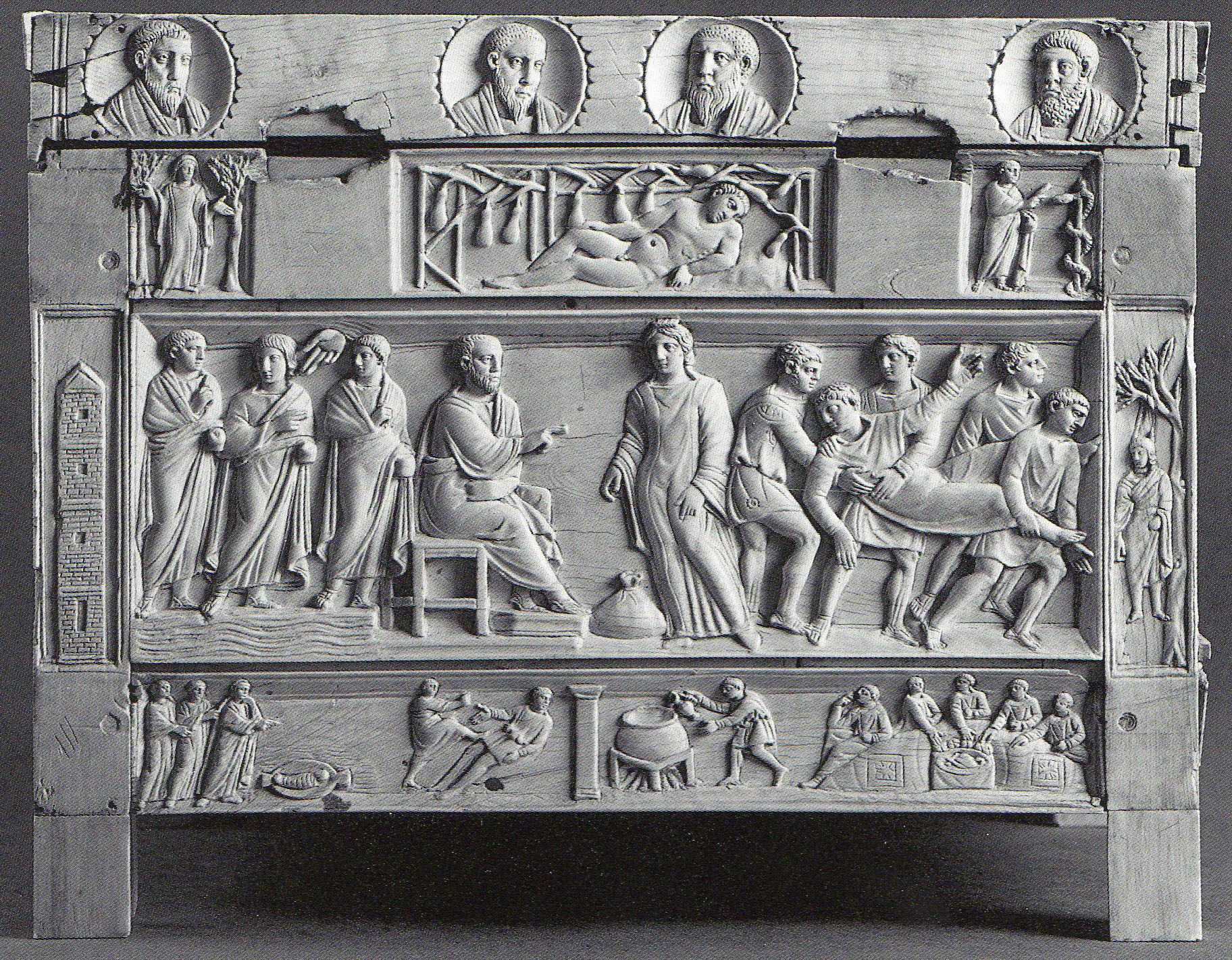
Ananías y Safira en el cofre de Brescia, finales del (en la parte del medio, al centro y a la derecha).

Hechos capítulo 4:32 finaliza diciendo que los primeros seguidores de Jesús ponían todas sus posesiones en común, para usar lo que tenían a favor de los necesitados. Por ejemplo, Bernabé, un levita de Chipre, vendió un terreno y donó las ganancias a los apóstoles.
Como se dice al comienzo del capítulo 5 de Hechos, Ananías y Safira, siguiendo el ejemplo de Bernabé, también vendieron su tierra pero en secreto se quedaron con una parte de las ganancias. Ananías presentó su donación a Pedro. Pedro respondió: "¿Por qué Satanás ha llenado tanto tu corazón que has mentido al Espíritu Santo ?" Pedro recalca que Ananías tenía el control de su dinero y podía darlo o quedarse con él como le pareciera y a continuación puntualiza que con su ocultación no había mentido a los hombres, sino a Dios. A causa de sus acciones, Ananías muere en el acto. Tres horas después de la muerte de Ananías llega su esposa, Safira, sin saber lo que había sucedido. Pedro le pregunta el precio de la tierra que ella y su esposo habían vendido, y ésta repite la misma cantidad (más baja que la real) que Ananías había dicho. Safira también cae muerta.

## Comentario patrístico
El arzobispo del siglo IV, Juan Crisóstomo, alude a la idea de que Pedro podría ser considerado responsable de la muerte de la pareja, pero la descarta inmediatamente.

## Investigaciones actuales
La moralidad del incidente ha provocado unos cuantos comentarios. Dunn (1996) lo describe como "uno de los episodios más desconcertantes de todo el Nuevo Testamento". Muchos eruditos han visto paralelismos con la historia de Acán (Josué 7), y Havelaar (1997) señala varios sucesos paralelos en la literatura pagana, en particular una situación similar relatada por Heródoto sobre un tal Glauco que trató de tentar a los dioses en Delfos mintiendo sobre un dinero que había guardado deshonestamente, y que posteriormente se vio privado de descendencia.
Darrell Bock concluye que el episodio enfatiza la seriedad del pecado, así como la gracia de Dios que a menudo pospone el juicio. Aún reconociendo que la iglesia no está compuesta por personas perfectas, sigue siendo necesario lidiar con los pecados cometidos por los fieles, incluidos el orgullo y el engaño. 
El profesor luterano del Nuevo Testamento, Matthew L. Skinner, afirma que la historia pretende ser una muestra de humor negro. Afirma que, "La historia tiene como objetivo el humor negro, pero hoy leemos Hechos de otra forma. Nuestra familiaridad con la violencia autorizada por la religión hace que sea difícil reírse, incluso si entendemos que esta escena puede no ofrecerse como una teología seria y definitiva". 
Marc Pernot, pastor calvinista de L'Oratoire du Louvre, ve la historia como una crítica de las deficiencias de Pedro y la Iglesia primitiva. “Cuando los hombres quieren imponer la unidad, hay problemas. … Jesús nunca instituyó un sistema que requiriera que las personas liquidaran todo su capital... Eso sería moralidad obligatoria... Lucas, el autor del libro de los Hechos presenta así a Pedro y su primera iglesia de manera bastante crítica. En mi opinión no es la única vez, porque si Pedro parece ser el líder de la Iglesia de Jerusalén en los días de Ananías y Safira, más adelante en el libro de los Hechos (Hechos 15 y Gálatas 2:8) vemos que él ha perdido el primer lugar..." 
PM Garner interpreta la historia como una narrativa subversiva que muestra a Pedro, cómplice de las muertes de Ananías y Safira, mostrando inmadurez al imaginar al hijo de Dios. 
Según la misionera y autora Paris Reidhead, el pasaje pretende ilustrar dos puntos clave: la gravedad de mentirle al Espíritu Santo y la importancia de mantener la integridad en la comunión de los creyentes con Cristo, es decir, mantener la comunión libre de pecado. Más específicamente sobre el segundo punto, Reidhead comentó que la introducción del pecado destruiría la unidad que los primeros creyentes tenían en el Espíritu Santo y, por lo tanto, eliminaría la bendición de Dios sobre el cuerpo. Reidhead señaló que Dios no castiga a todos los que cometen el mismo error que Ananías y Safira; sin embargo, el pasaje ilustra la actitud inequívoca de Dios sobre este asunto.
Aunque el pasaje trata sobre la ofrenda de dinero, Reidhead extendió la implicación a todos los servicios ofrecidos a Dios. No debe haber motivos ocultos en una ofrenda hecha a Dios, como desear ganancias materiales, fama o reconocimiento mundano.
Con respecto a la creencia sostenida por algunos de que Pedro causó la muerte de la pareja, Reidhead sostuvo que Pedro simplemente anticipó la acción de Dios y se la transmitió a Ananías y Safira antes de que Dios la ejecutara.